# Museo delle arti in ghisa nella Maremma
Il Museo delle arti in ghisa nella Maremma (MAGMA) è un museo situato a Follonica, presso l'area delle ex fonderie Ilva di Follonica.

## Storia
Sin dal momento della chiusura dello stabilimento industriale dell'Ilva, avvenuta il 22 febbraio 1960, si sentì il bisogno, tra la popolazione di una città nata e cresciuta con la produzione siderurgica, di realizzare un museo che testimoniasse la fiorente tradizione della città. Inizialmente, un primo museo sulla storia degli operai e l'arte della ghisa venne inaugurato in una sede provvisoria nel 1970, e successivamente, nel 1998, con il restauro dell'antico forno di San Ferdinando, nacque il nuovo Museo del ferro e della ghisa. Il museo fu completamente rinnovato e modernizzato nel 2013 con l'allestimento del MAGMA, il Museo delle arti in ghisa nella Maremma, su progetto degli architetti Barbara Catalani e Marco Del Francia, realizzato da Asteria con la consulenza dello storico Tiziano Arrigoni e di Claudio Casini e Marica Pizzetti. Il MAGMA fu inaugurato il 29 giugno 2013 e aperto al pubblico il 9 luglio dello stesso anno.

## Edificio
Il MAGMA è allestito all'interno del forno di San Ferdinando, il più antico edificio dello stabilimento Ilva. Il nucleo originario risale probabilmente al XV secolo e aveva la funzione di mulino; nel 1546 fu allargato con la costruzione di una ferriera, smantellata poi nei primi del XIX secolo con la costruzione di un forno fusorio: un piccolo forno quadro, abbandonato in pochi anni e rinnovato nel 1818 con un moderno forno tondo dedicato a San Ferdinando. Il forno era considerato uno dei più moderni d'Italia, primo in Toscana. Lo stabile fu ampliato per comprendere anche alcuni camerotti per i lavoratori, magazzini, carbonili e botteghe. Rimasto in funzione fino al 1888, venne smantellato negli anni successivi al 1907. Restaurato negli anni novanta del XX secolo, diviene sede museale – l'allora Museo del ferro e della ghisa – dal 1998.

## Sale espositive

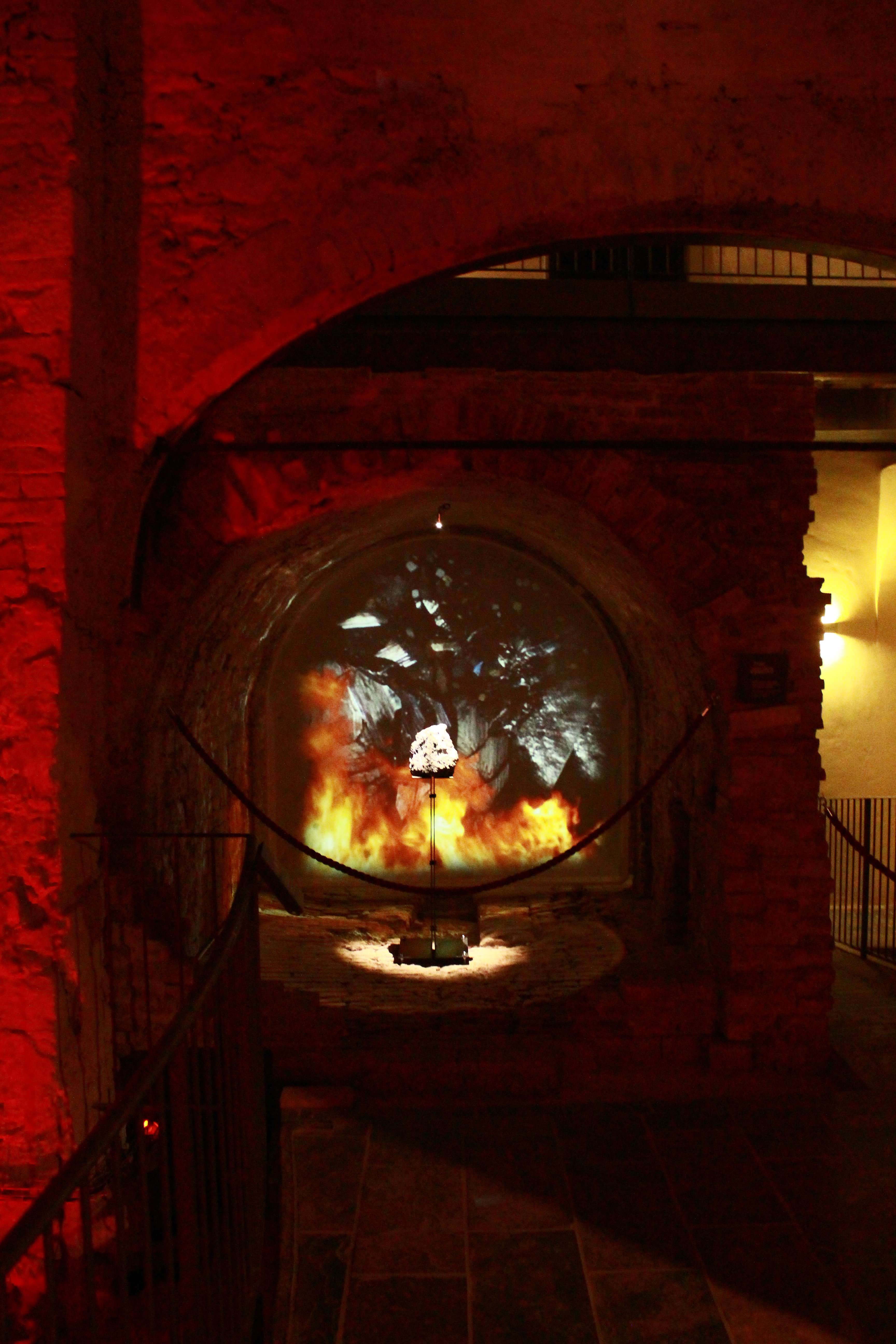
Il "tempio magmatico"

### Piano primo
Il percorso espositivo inizia al primo piano dello stabile, dedicato all'arte in ferro e in ghisa, la massima produzione specializzata delle fonderie di Follonica. All'ingresso, si incontra subito un busto in ghisa di Leopoldo II di Lorena, realizzato nel 1844 da Leonardo Arcangeli: è proprio al granduca di Toscana, infatti, che si deve lo sviluppo dell'attività siderurgica, nonché la nascita della città di Follonica. Poco più avanti si incontra invece il grande spazio dell'altoforno, restaurato e arricchito da una installazione che, situata nel luogo dove un tempo si trovava il forno fusorio con il camino per la fuoriuscita del fumo, tenta di riprodurlo in maniera poetica. Si tratta di una cascata di lamelle metalliche disposte in modo da ricreare le dimensioni originali del forno e composte di diversi materiali per richiamare le varie fasi del caricamento: le lamelle in basso, rosse, richiamano la fase di accensione; quelle metalliche al centro alludono al minerale gettato insieme al carbone all'interno del forno; infine, le lamelle trasparenti poste più in alto stanno a richiamare il fumo, che uscendo dal camino saliva verso il cielo. Le pareti dell'altoforno sono anche protagoniste di uno spettacolo multimediale proiettato a intervalli regolari che vede il visitatore trasportato virtualmente all'interno del processo di fusione: sulle pareti prima si stagliano le immagini delle ombre degli operai al lavoro, poi una colata di ferro rovente pare riempire i muri, che diventano incandescenti, iniziano a creparsi e lasciano spazio al materiale forgiato, monumentali decorazioni in ghisa, per poi concludersi con il mare di Follonica, la città moderna. Le immagini al termine della colata sono state realizzate dai fotografi Maurizio Martinozzi (le sculture in ghisa) e Antonio Presta (le visuali di Follonica). Di fianco al forno è stato allestito un "tempio magmatico": al centro un grosso campione di ematite.

#### Sala 1
La prima sala contiene una vasta raccolta di modelli lignei che servivano ad imprimere la forma nella terra in cui colare il ferro fuso, per dare vita a decorazioni, sculture, ma anche veri e propri monumenti in ferro e ghisa per un raffinato arredo urbano. L'intera sala è dedicata alla Scuola di ornato e disegno lineare, "accademia" d'arte nata per volontà del granduca Leopoldo II per rendere le fonderie vere e proprie officine artistiche: basti pensare alla monumentale Fontana del Poggiolo in ghisa, pensata per la piazza di Grosseto, oggi nel centro di Arcidosso; oppure alla cancellata, anch'essa in ghisa, del monumento al granduca in piazza Martiri per la Libertà nel centro storico di Pisa. Tra i modelli in legno sono esposti numerosi elementi decorativi, come un fronte di tempietto neogotico cuspidato, una mensola per parapetto da balcone, pannelli e balaustri ornati, fino ad un esemplare di ornato gotico in ghisa del 1838 proveniente dalla torre dell'orologio delle fonderie.

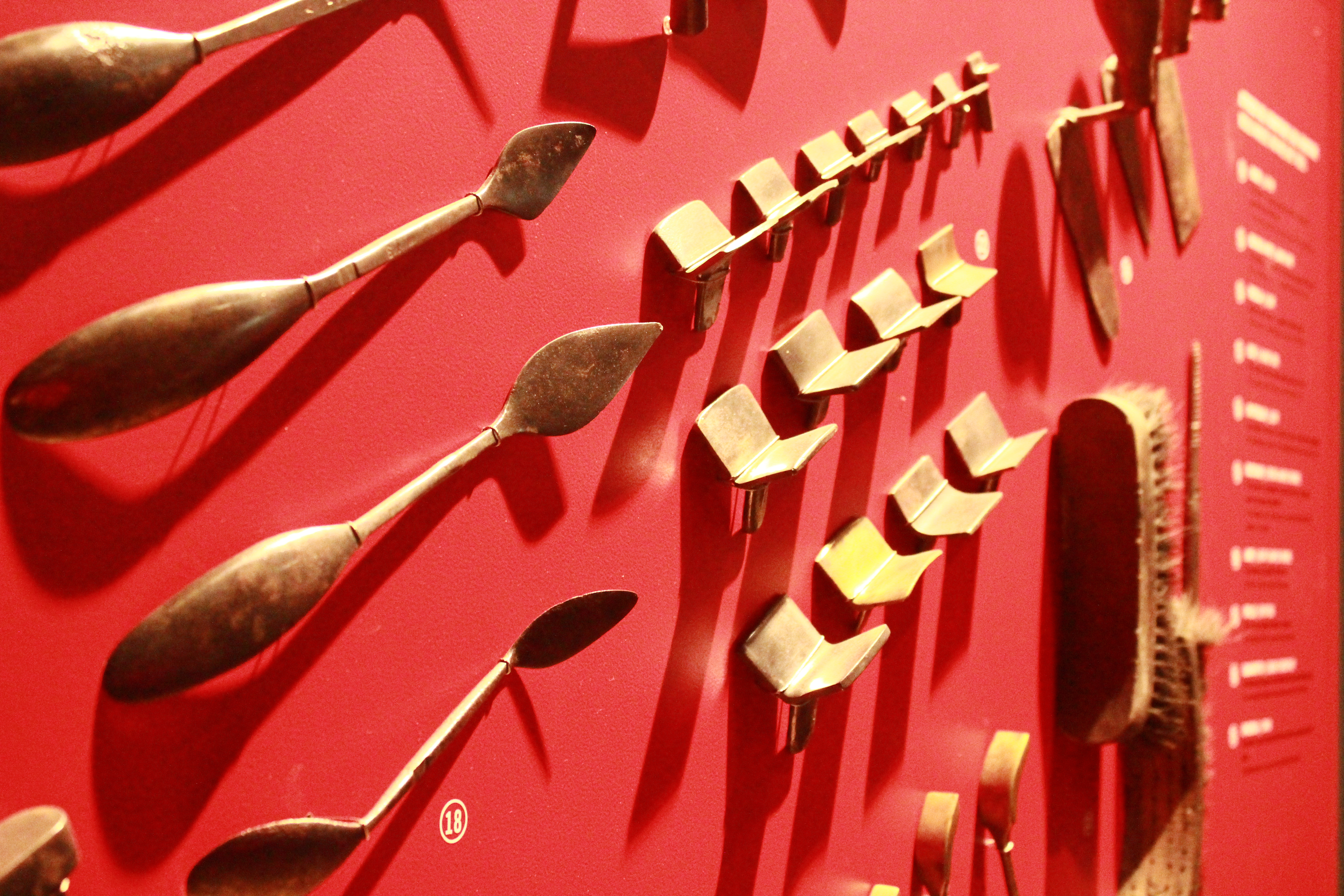
Utensili da lavoro

All'interno della sala primeggia tuttavia un antico tavolo da lavoro in legno, donato dalla famiglia Franchi Giuggioli, corredato da una ricca collezione di utensili da lavoro originali, donati al museo da Franco Santini e Reno Radi, utilizzati dal modellista, dal formatore e dal fonditore. Vi sono un goniometro per la misurazione degli angoli; uno scalpello; una sgorbia, attrezzo simile allo scalpello utilizzato per la creazione di superfici curve; c'è lo spaccacentro, utile a trovare il centro del legno; una spatolina, per stuccare le parti scheggiate del modello; una sponderuola per le angolature; sono esposti un insieme di attrezzi per affilare o piegare i denti delle seghe; una punta elicoidale, per una foratura precisa del legno; un mazzolo per battere gli scalpelli; i punzoni; il morsetto per fermare il legno; la cota per affilare gli utensili; le croci, per le rifiniture formali; un set di golfali a vite, per estrarre i modelli di misure più ridotte dalla forma; ci sono le truelle, le esse e gli spattrugli per lisciare e rifinire le staffe; i cucchiai; i lumi, per rifinire gli angoli della forma; c'è lo spillo, per aerare il getto durante la fusione; infine le squadrette e le spazzole. Un proiettore, inoltre, fa rivivere quell'arte con una proiezione sul tavolo da lavoro: le mani di Giuliano Zacchini, vero modellista ai tempi delle fonderie.

#### Sala 2
La seconda sala permette al visitatore di continuare il percorso attraverso l'arte del ferro, con particolari decorativi come modelli in legno di motivi per fontane, teste di animali (gatto egizio, bue, leoni, arieti), tre mensole per parapetti da balcone in ghisa e in legno, due roste per porte in legno e un pannello traforato in ghisa. Interessante il grande modello di testa d'ariete, decorazione oggi dispersa per il cancello della fattoria medicea di Tavola, presso Prato. La particolarità e la raffinatezza di tali ornamenti fu tale che si sentì il bisogno di stilare un catalogo contenente tutti gli arredi prodotti dalle fonderie: nacque quindi il Catalogo dei Getti, stampato dalla tipografia Corradino Mori di Follonica nel 1913. Un pannello interattivo permette al visitatore di sfogliare l'intero catalogo.

#### Sala 3

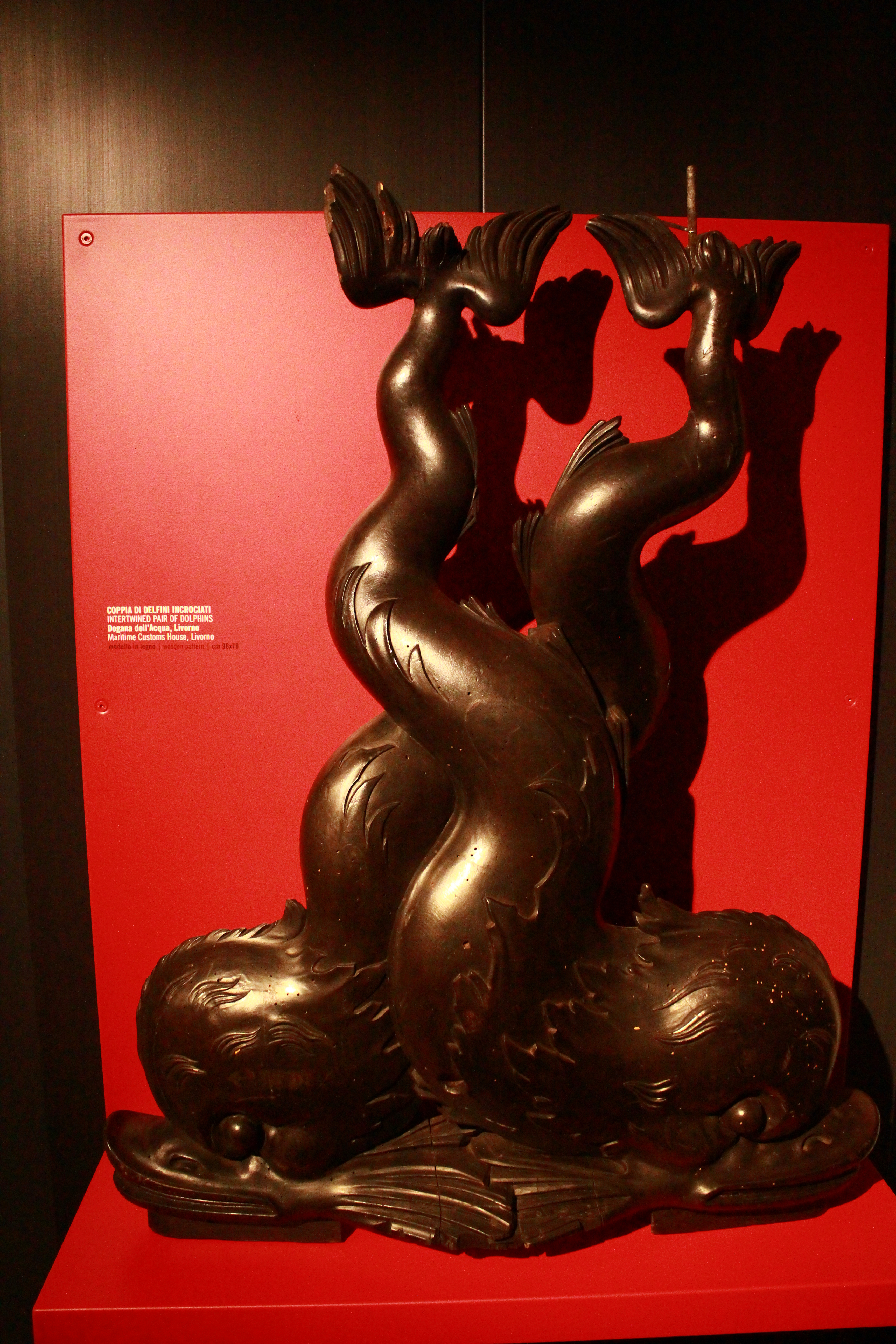
Modello in legno di delfini incrociati per la Dogana di Livorno

La terza sala è divisa in due sezioni, entrambe dedicate alle due principali opere artistiche in ghisa di Follonica, che hanno in qualche modo inaugurato la grande tradizione decorativa dello stabilimento, e di conseguenza ai due progettisti che le hanno ideate: sono la chiesa di San Leopoldo e il Cancello Magonale, progettati entrambi dagli architetti Alessandro Manetti e Carlo Reishammer. La prima sezione espone alcuni modelli in legno di decorazioni della chiesa di San Leopoldo, realizzata per volere del granduca a partire dal 1836, consacrata il 10 maggio 1838, ma ultimata solamente negli anni tra il 1841 e 1842. Vi sono alcuni stemmi e trofei con simboli ecclesiastici; ornati con motivi vegetali; un'edicola di altare. Inoltre, un'installazione interattiva permette di visitare virtualmente la chiesa, dalle navate centrali alle cappelle laterali. La seconda sezione, che illustra la storia del monumentale cancello in ghisa dello stabilimento, espone i modelli di quegli ornamenti come le grandi cornucopie e le torce fiammeggianti. Alcuni pannelli permettono al visitatore di leggere la storia di questi monumenti follonichesi, e con essi la vita, le opere e il pensiero dei progettisti Manetti e Reishammer, il cui sodalizio promosse un uso della ghisa non più solamente strutturale, ma anche espressivo ed artistico. L'arte del ferro fece conoscere le industrie di Follonica nel resto d'Italia ed iniziarono le prime commissioni per arredi urbani. Alle già citate opere per Grosseto e Pisa, si aggiungono quelle per Livorno e Firenze: sono esposti alcuni modelli per il Palazzo Della Gherardesca di Firenze e per la Dogana dell'Acqua e la Porta San Marco di Livorno.
Prima della fine della visita al primo piano, una stanza permette di vedere la ricostruzione della grande ruota idraulica che azionava la macchina soffiante che pompava l'aria nel forno di San Ferdinando. Costruita nel 1818 nella falegnameria di Sebastiano Gelli, la ruota veniva fatta muovere dall'acqua proveniente dal bottaccio, serbatoio in muratura che raccoglieva le acque provenienti dalle Colline metallifere di Massa Marittima attraverso il canale artificiale della Gora delle Ferriere.

### Piano secondo

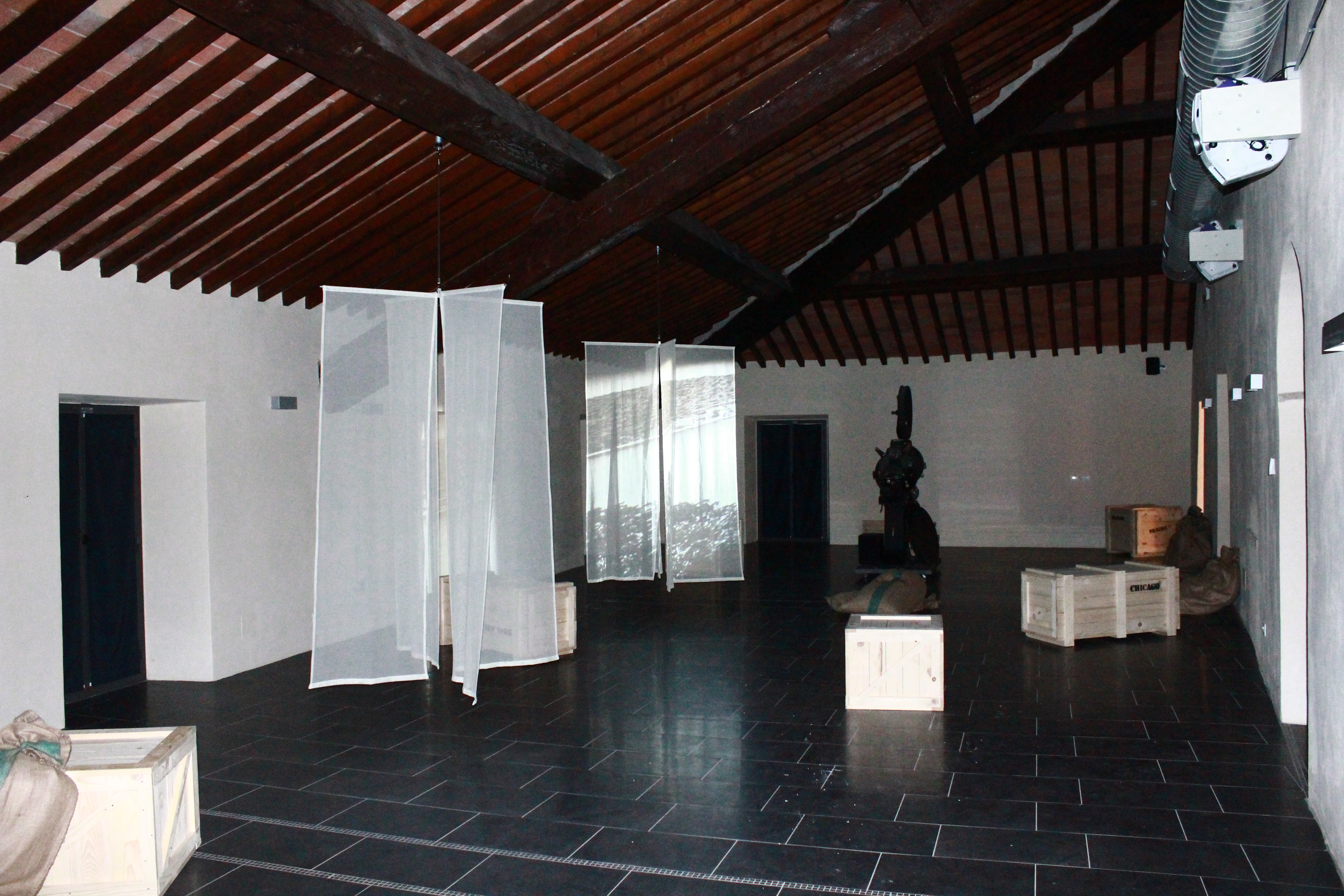
La "sala dei fantasmi"

Il secondo piano dell'edificio è interamente dedicato ad illustrare la storia di quella tradizione metallurgica che ha reso Follonica una delle principali realtà industriali d'Italia nel XIX secolo. Le cinque sale di cui questa sezione è composta permettono un approfondimento storico che va dal periodo degli Etruschi fino alla Follonica contemporanea. Oltre alle sale espositive vi si trovano la cosiddetta sala dei fantasmi, dove vengono proiettati filmati d'archivio della Follonica di ogni tempo, recuperati da telegiornali, istituti culturali, RAI, associazioni e privati; una saletta video per la proiezione di filmati divulgativi; e infine laboratori didattici per dare la concreta possibilità a gruppi scolastici di studiare ed applicarsi nell'intaglio del legno, nella modellizzazione e nella fusione, realizzata in stagno.

#### Sala 1
La prima sala è dedicata alle risorse naturali dell'area di Follonica. Tramite pannelli esplicativi vengono illustrate le caratteristiche che hanno permesso la specializzazione del territorio follonichese in centro di siderurgia sin da tempi antichi: la centralità sull'ampio golfo tirrenico ed una maggiore vicinanza all'isola d'Elba, la ricchezza di fitte boscaglie e la presenza di numerosi corsi d'acqua. Un'installazione interattiva permette di selezionare alcuni minerali e leggerne le particolarità – vi sono l'ematite, la magnetite, la limonite, il calcare tufaceo e i silicati – mentre un'altra illustra le peculiarità delle giuste essenze per ottenere un buon carbone di legna – vi sono il cerro (quercus cerris), il corbezzolo (arbutus unedo), il leccio (quercus ilex), l'erica (erica arborea), il lillatro (phillyrea latifolia) e la roverella (quercus pubescens). Uno schermo permette al visitatore di visionare alcuni spezzoni di un raro documentario girato per l'Ilva da Eugenio Fontana e Giuseppe Ceccarelli nel 1926, oggi conservato presso la Cineteca della Fondazione Ansaldo di Genova, che ricostruisce le fasi di estrazione e trasporto del ferro elbano di fine Ottocento. Un altro filmato è invece quello dal titolo Memorie di un carbonaio, video-intervista a Balilla Pasquinelli, nato a Massa Marittima nel 1937, carbonaio dall'età di dodici anni (1949), volto a ricostruire la storia un mestiere ormai del tutto scomparso.

#### Sala 2

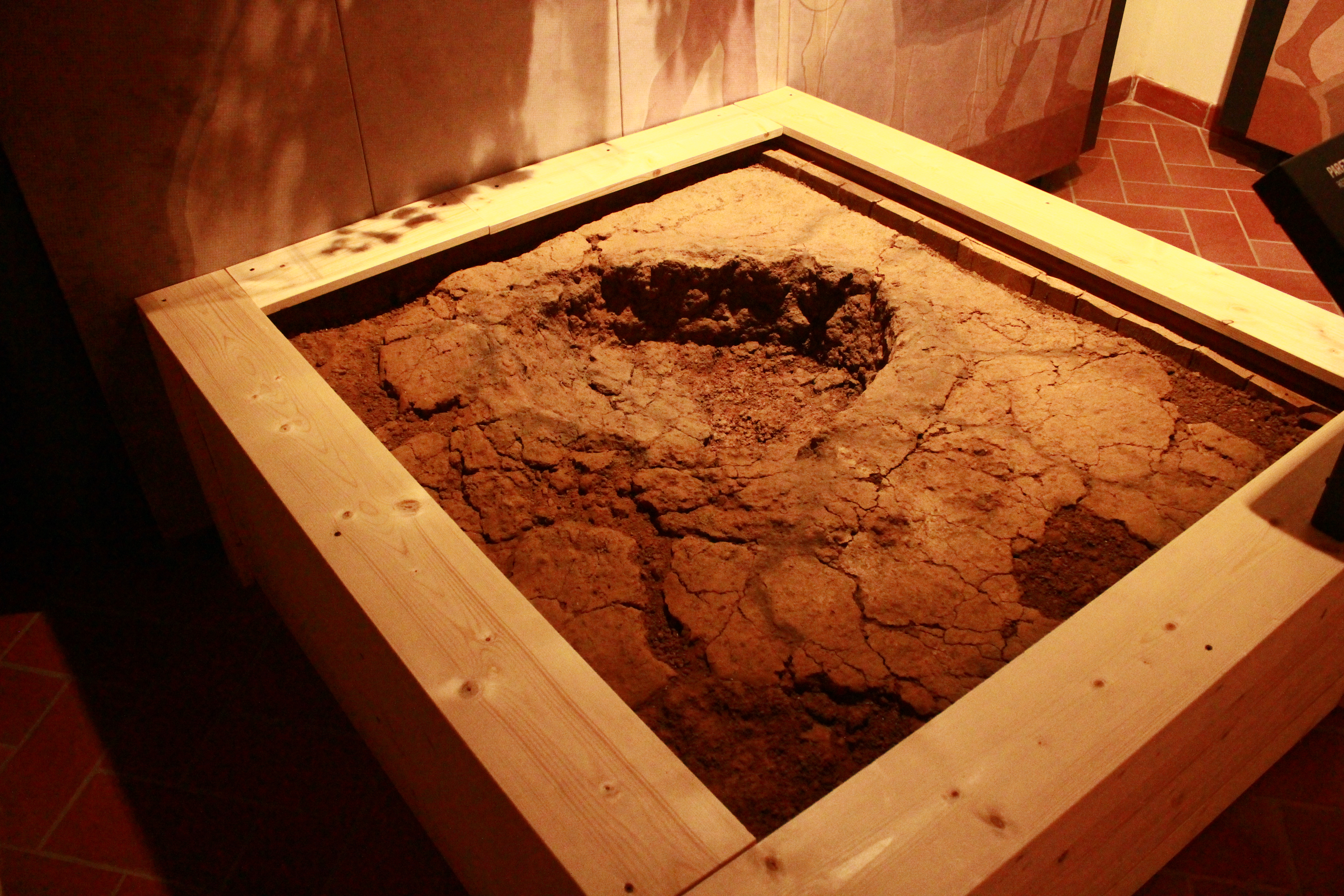
Forno fusorio etrusco di Rondelli

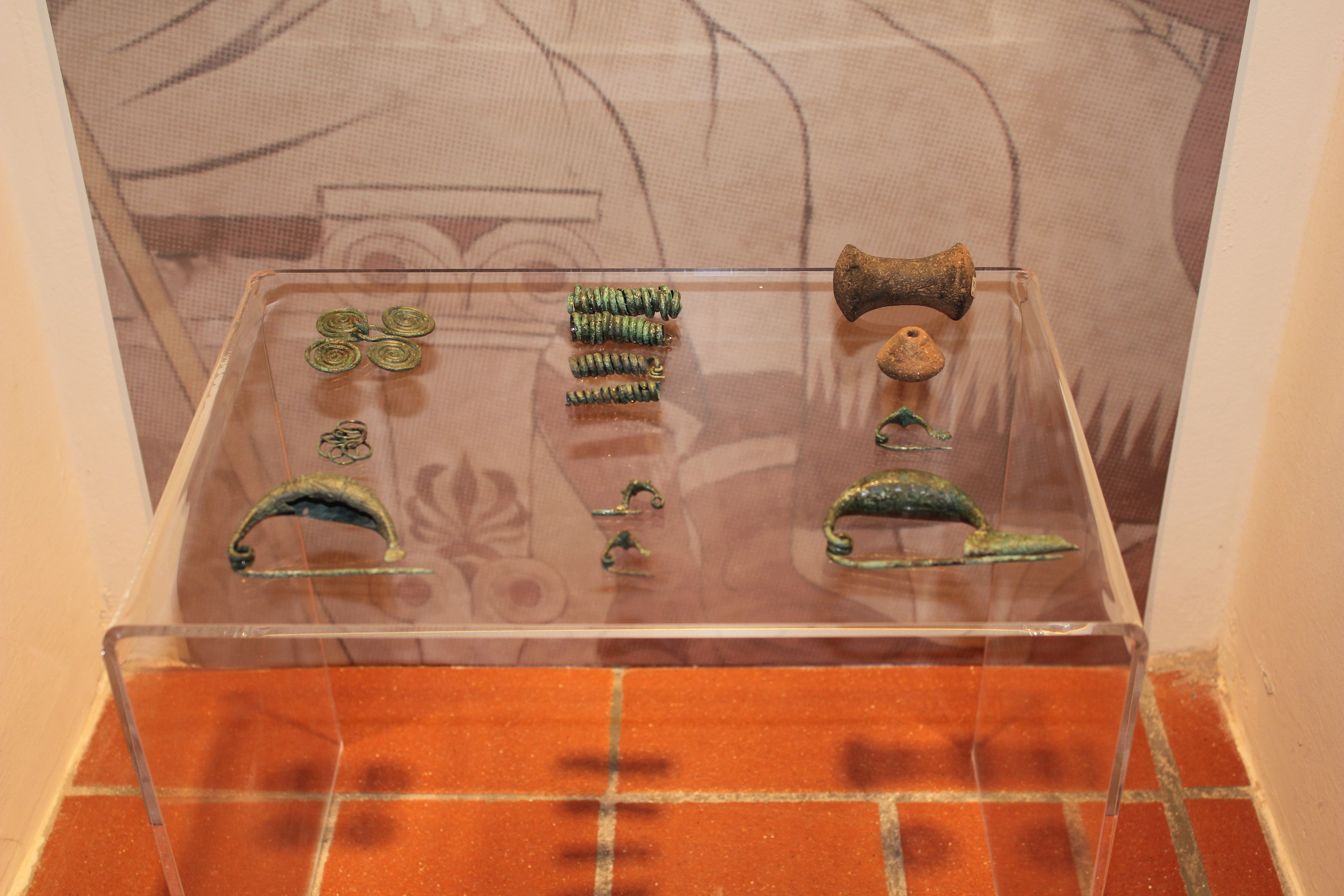
Oggetti etruschi rinvenuti a Valle Petraia

La seconda sala è una delle più interessanti dal punto di vista storico-archeologico: qui sono stati posti alcuni dei ritrovamenti etruschi dei siti di Rondelli e Valle Petraia.
Nel 1997, alcuni scavi effettuati a Rondelli per la costruzione di una struttura commerciale hanno permesso il ritrovamento di un antico insediamento etrusco a carattere produttivo, attivo dal VI al V secolo a.C., dove avveniva la riduzione in ferro dell'ematite dell'isola d'Elba. Uno dei forni è stato prelevato dal terreno per essere sottoposto ad analisi specialistiche ed in seguito restaurato dalla Soprintendenza archeologica della Toscana: oggi è esposto al museo, insieme ad altri reperti legati all'attività fusoria come carbone vegetale, tubiere, scorie e cariche di minerale.
Presso la valle del torrente Petraia, durante alcuni lavori per la realizzazione della superstrada Aurelia, sono stati rinvenuti resti di nuclei abitativi con necropoli databili dal VII al VI secolo a.C.. La vicinanza alle fitte boscaglie ha fatto pensare che l'attività principale di questo insediamento fosse quello di fornire il legname per il carbone usato come combustibile presso Rondelli, più vicino al mare. Presso una delle tombe di un quartiere abitativo, frequentato intorno al VI secolo a.C., sono stati trovati numerosi corredi funebri come vasellame in bucchero e strumenti per la filatura e la tessitura. Presso il museo sono esposti alcuni ornamenti in bronzo decorato per le vesti e l'acconciatura dei capelli: spirali per adornare la chioma, affibbiagli, catenelle e fibule "a sanguisuga" e "a navicella".
Un diorama, infine, illustra il processo di fusione, dalla costruzione dei forni all'estrazione del ferro semilavorato, narrato dalla voce di Larth, un immaginario capo mastro etrusco.

#### Sala 3
Mentre la prima sala era dedicata alla risorse naturali, la terza si concentra invece sulle risorse umane, sugli uomini e quei personaggi che hanno fatto la storia della Follonica tra XIX e XX secolo. La sala propone una fedele ricostruzione di un ufficio di amministrazione delle fonderie; intorno alla scrivania sono visibili una serie di faldoni accatastati con archivi di nomi di dodici lavoranti tra i due secoli. L'intera ricostruzione è in realtà un gioco interattivo: il visitatore sceglie il fascicolo del lavoratore del quale vuole sentire la storia e lo appoggia sulla scrivania; partirà un filmato che racconterà la biografia di quella persona. Alcuni pannelli illustrano quel fenomeno d'immigrazione che colpì la città di Follonica con l'apertura delle fonderie: dall'Appennino Tosco-Emiliano, da Pistoia, dalle Prealpi lombarde e dal Bergamasco.
Infine, un'interessante installazione riproduce una mappa di Follonica con i principali edifici della città: girando una ruota sarà possibile selezionare sulla mappa l'edificio del quale si vuole sapere la storia. Vi sono schede sulle seguenti costruzioni: la stazioncina di Marina, la Dogana, la Casa Gobba, la Casa Storta, il casello idraulico, la chiesa di San Leopoldo, il cancello monumentale, i casotti di guardia, la palazzina del direttore, le case della condotta, il Palazzo Granducale, la Casetta Pierallini, l'osteria e dispensa, il palazzo con torre dell'orologio, l'ospedale ricovero, la Fonderia n. 1, il Palazzo del Forno Quadro, il forno di San Ferdinando, il bottaccio, il carbonile, la casa con torretta, la centralina idroelettrica, la torre idraulica, la Fonderia n. 2, il porticato dei getti e dei camerotti, i Forni delle Ringrane e infine le residenze dei lavoranti.

#### Sala 4

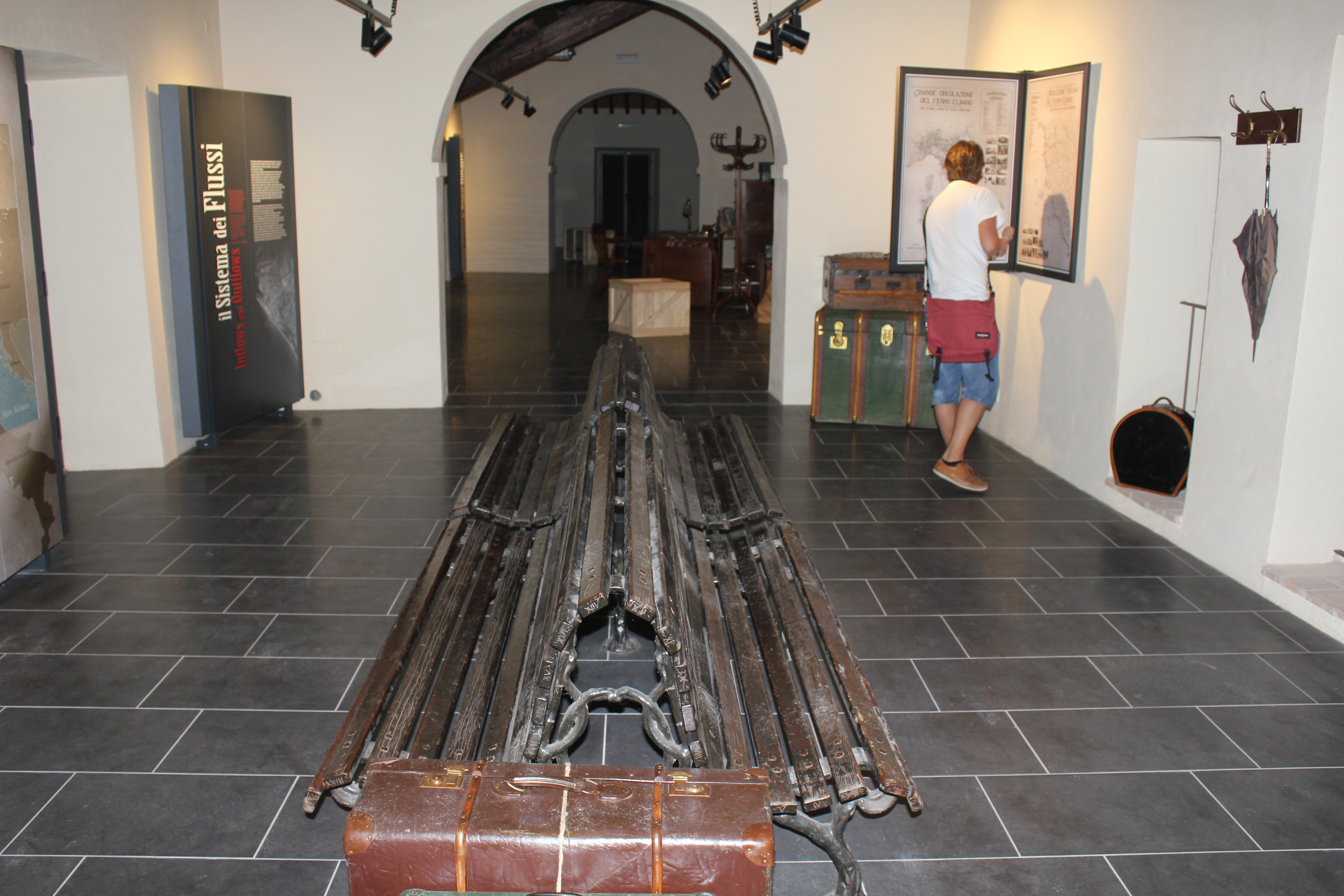
Il corridoio della sala 4

La quarta sala è dedicata al sistema dei flussi, pensando a Follonica come un importante snodo strategico dell'industria del ferro: lavoranti, materie prime e tecnologie partono o arrivano in città come in una stazione ferroviaria. Sono presenti vecchi poster che illustrano la Toscana ferroviaria del trasporto merci, come una cartina del 1911 della ferrovia Massa Marittima-Follonica, un'altra del 1929 della tratta Roma-Pisa, e altre due sulla circolazione in Toscana del ferro elbano.
Un'installazione, infine, spiega tramite filmati e voce narrante il viaggio di Louis Morel del 1820, gestore degli opifici del ferro magonale e delle miniere elbane, che partì per i territori austriaci alla ricerca di contatti e informazioni utili al rinnovamento delle strutture produttive.

#### Sala 5
L'ultima sala, la più piccola, è dedicata alla ghisa nel mondo, fornendo alcuni significativi esempi di architettura in ghisa. Una ricostruzione di una vecchia carrozza Centoporte permette al visitatore di sedersi ed immaginare di viaggiare su un treno, mentre gli schermi situati al posto dei finestrini, sui quali scorre il paesaggio, lasciano intravedere l'uso architettonico della ghisa in altre città nel mondo. Alcuni esempi sono: l'Iron Bridge di Coalbrookdale, Inghilterra (1779), il Pont des Arts di Parigi (1801), il Nationaldenkmal di Kreuzberg, Germania (1821), il Great Conservatory di Chatsworth (1836), le Galeries royales Saint-Hubert di Bruxelles (1847), il Crystal Palace di Londra (1850), l'Haughwout Building (1857) e il Bow Bridge (1858) di New York.

### Piano seminterrato

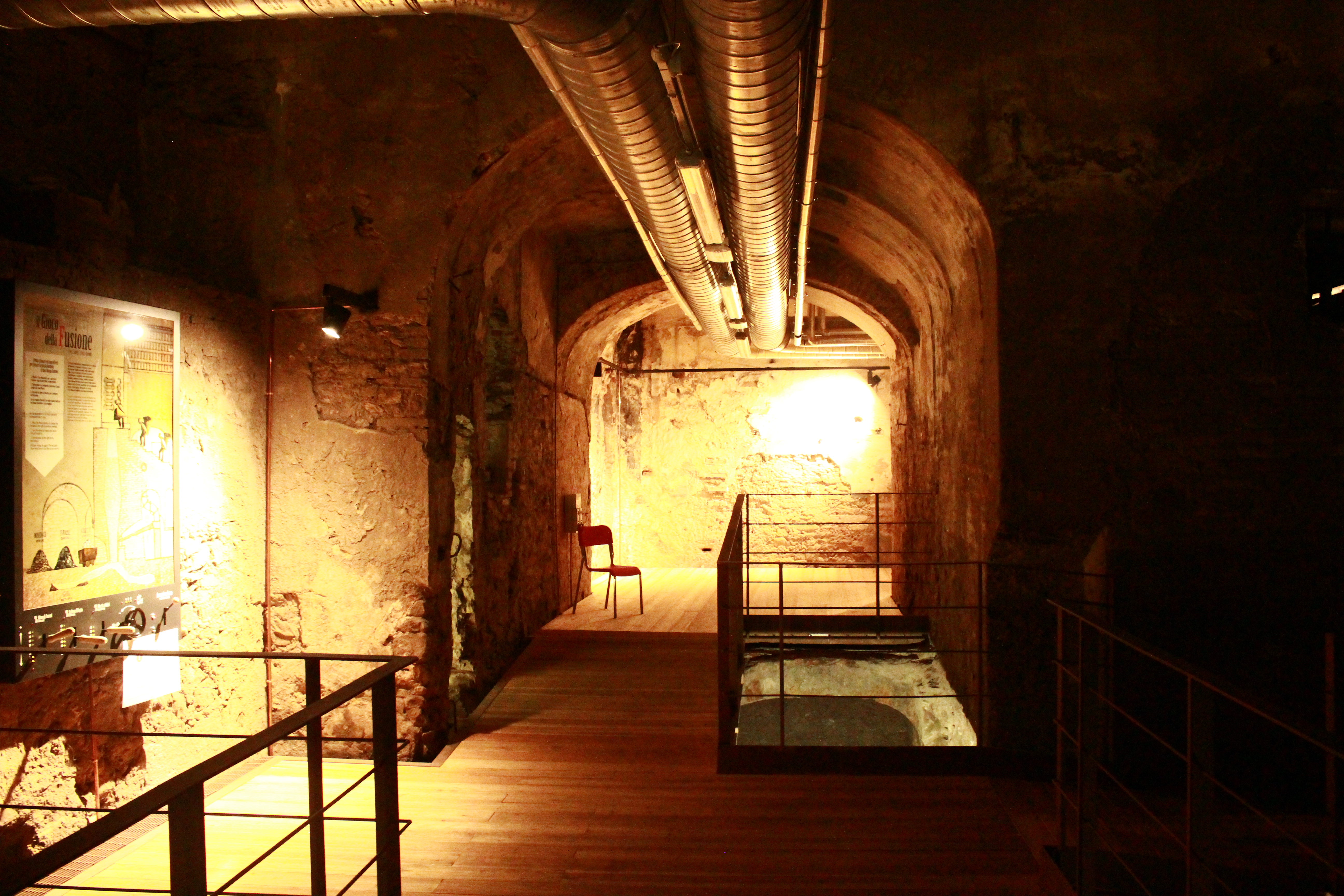
Piano seminterrato

La visita si conclude al piano seminterrato con una lunga passerella che conduce verso il centro del forno di San Ferdinando, dove il restauro ha riportato alla luce spazi andati perduti come il vecchio carbonile e la bocca del forno. A livello uditivo la visita è arricchita da suoni e rumori del lavoro nelle fonderie, a livello visivo invece sono proiettati alle pareti filmati di lavorazione di una moderna fonderia. Il visitatore può inoltre vedere nuovamente, stavolta dal basso, dalla parte del bottaccio, la grande ruota idraulica con la macchina soffiante.
Due installazioni interattive concludono la visita. La prima è il cosiddetto gioco della fusione: il visitatore seleziona la giusta quantità di minerali ferrosi, carbone e miscela di additivi, sommandola poi al giusto volume d'aria calda da soffiare, e una volta fatto partire il forno una voce dirà se la fusione è riuscita nel modo giusto oppure no. La seconda invece permette di selezionare su uno schermo uno dei lavoratori dell'ultima generazione, prima che nel febbraio 1960 la fonderia venisse chiusa: in una nicchia al termine del percorso, una proiezione fa emergere dal buio i volti di Giuliano Zacchini, Rossana Testi, Dino Donati, Emilio Cellini e Gianpiero Agostinelli, per permettere di ascoltare le loro testimonianze sul periodo più recente delle fonderie fino alle considerazioni sulla Follonica contemporanea.

## Centro di documentazione

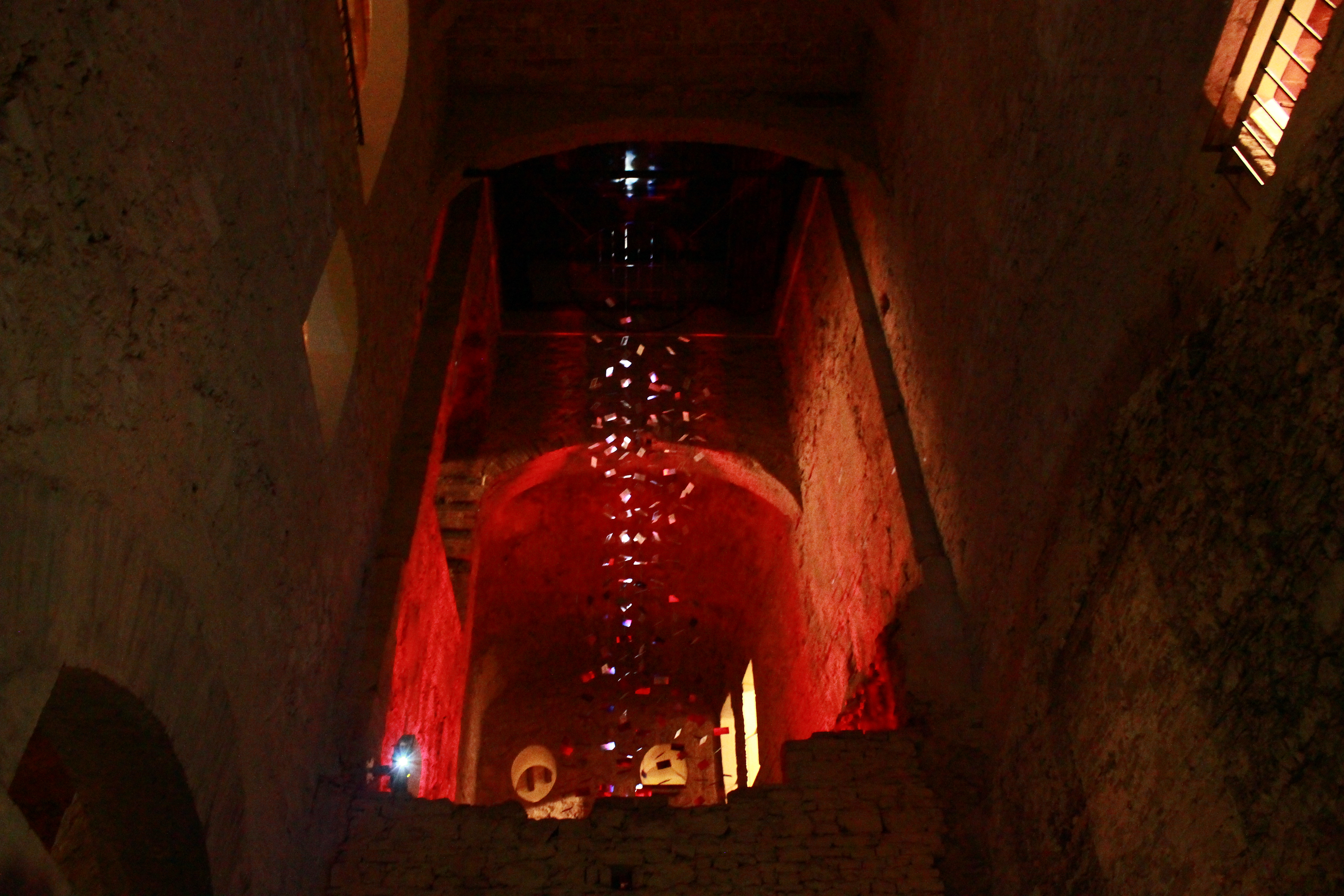
L'altoforno visto dal piano seminterrato

Presso il MAGMA è inoltre situato il centro di documentazione, nelle stanze che fino al 2013 ospitavano il Museo del ferro e della ghisa. Si tratta di un centro di raccolta, di ricerca e di approfondimento sul territorio riguardante Follonica: è possibile consultare la banca dati del museo, le fonti, i video e le schede dei reperti, oltre che una serie di pubblicazioni sull'attività siderurgica della città.